# Mohammed Ajnane
Mohammed Ajnane (* 9. Mai 1990 in Alkmaar) ist ein niederländisch-marokkanischer Fußballspieler. Er spielte unter anderem für den FC Eindhoven, FC Volendam und in der Jugend von AZ, AFC ’34 und bei den Alkmaarse Boys.
Er debütierte im Profifußball als Spieler von Volendam am 28. August 2009 in einer Partie gegen die Keuken Kampioen Divisie den FC Zwolle.

## Vereinskarriere
| Saison  | Club         | Spiele | Tore | Liga           |
| ------- | ------------ | ------ | ---- | -------------- |
| 2009/10 | FC Volendam  | 15     | 1    | Eerste Divisie |
| 2010/11 | FC Volendam  | 11     | 1    | Eerste Divisie |
| 2011/12 | FC Volendam  | 1      | 0    | Eerste Divisie |
| 2011/12 | FC Eindhoven | 4      | 0    | Eerste Divisie |
| Total   |              | 31     | 2    |                |